# Campionato Italiano Slalom 2004
Il Campionato Italiano Slalom (CIS) 2004 si è svolto tra il 9 maggio e il 14 novembre 2004 in 12 gare suddivise in due gironi da 6 gare ciascuno e distribuite in nove regioni diverse. Il titolo di campione italiano slalom è stato vinto per la seconda volta da Luigi Vinaccia, mentre quello di campione under 23 è stato vinto da Manuel Dondi.

## Calendario
| Tappa | Data         | Girone | Slalom                       | Sede                 |
| ----- | ------------ | ------ | ---------------------------- | -------------------- |
| 1     | 9 maggio     | 1      | Slalom Città di Campobasso   | Campobasso           |
| 2     | 6 giugno     | 1      | Slalom Salerno-Croce di Cava | Cava de’ Tirreni     |
| 3     | 20 giugno    | 1      | Slalom Baitoni-Bondone       | Bondone              |
| 4     | 4 luglio     | 1      | Slalom Susa-Moncenisio       | Susa                 |
| 5     | 18 luglio    | 1      | Slalom delle Madonie         | Polizzi Generosa     |
| 6     | 1º agosto    | 2      | Slalom di Alatri             | Alatri               |
| 7     | 5 settembre  | 2      | Slalom Città dell'Aquila     | L'Aquila             |
| 8     | 19 settembre | 1      | Slalom Colli di San Fermo    | Grone                |
| 9     | 10 ottobre   | 2      | Slalom Città di Giarre       | Giarre               |
| 10    | 17 ottobre   | 2      | Slalom di Moscufo            | Moscufo              |
| 11    | 31 ottobre   | 2      | Slalom Lugagnano-Vernasca    | Lugagnano Val d'Arda |
| 12    | 14 novembre  | 2      | Slalom di Plesio             | Plesio               |

## Classifica
| Pos | Pilota                | Girone 1 | Girone 1 | Girone 1 | Girone 1 | Girone 1 | Girone 1 | Girone 2 | Girone 2 | Girone 2 | Girone 2 | Girone 2 | Girone 2 | Punti totali | Punti validi |
| Pos | Pilota                | CBS      | SAL      | BTN      | SUS      | MDN      | SFM      | ALA      | AQL      | GRR      | MSF      | LGG      | PLS      | Punti totali | Punti validi |
| --- | --------------------- | -------- | -------- | -------- | -------- | -------- | -------- | -------- | -------- | -------- | -------- | -------- | -------- | ------------ | ------------ |
| 1   | Luigi Vinaccia        | 23       | 23       | 23       |          | 17       | 17       | 17       | 23       | 23       | 23       | 17       | 23       | 229          | 178          |
| 2   | Manuel Dondi          | 20       | 22       | 15       | 22       | 21       | 12       | 20       | 22       | 22       | 21       | 15       |          | 212          | 170          |
| 3   | Maurizio Angrisani    | 20       |          |          |          | 20       |          |          | 20       | 20       |          | 20       | 20       | 120          | 120          |
| 4   | Giovanni Emilio Rizzi | 12       | 8        | 8        | 15       | 6        | 10       | 15       | 15       |          | 20       | 15       | 15       | 139          | 110          |
| 5   | Roberto Malvasio      |          |          | 20       | 20       |          | 15       | 20       |          |          |          | 20       |          | 95           | 95           |
| 6   | Leonardo Massola      |          |          | 16       | 23       |          | 13       | 13       |          |          |          | 23       |          | 88           | 88           |
| 7   | Matteo Carullo        |          |          | 22       |          |          | 15       |          |          |          |          | 20       | 22       | 79           | 79           |
| 8   | Fabio Emanuele        | 21       | 15       |          |          |          |          | 15       | 16       |          |          |          |          | 67           | 67           |
| 9   | Franco Ricci          | 10       |          |          |          |          |          | 20       |          |          | 20       | 15       |          | 65           | 65           |
| 10  | Antonio Marzuillo     | 12       | 10       |          |          |          |          | 15       |          | 4        | 15       |          |          | 56           | 56           |
| 11  | Mauro Alberti         |          |          | 12       | 10       |          |          |          |          |          | 12       | 2        | 12       | 48           | 48           |
| 12  | Giancarlo Biasuzzi    |          |          |          |          |          | 12       |          |          |          |          | 12       | 20       | 44           | 44           |
| 13  | Mario Bruno           | 15       |          |          |          |          |          |          | 12       |          | 15       |          |          | 42           | 42           |
| Pos | Pilota                | CBS      | SAL      | BTN      | SUS      | MDN      | SFM      | ALA      | AQL      | GRR      | MSF      | LGG      | PLS      | Punti totali | Punti validi |
| Pos | Pilota                | Girone 1 | Girone 1 | Girone 1 | Girone 1 | Girone 1 | Girone 1 | Girone 2 | Girone 2 | Girone 2 | Girone 2 | Girone 2 | Girone 2 | Punti totali | Punti validi |

Seguono altri 313 piloti con meno di 40 punti.